# Campionat del món de biatló de 1970
El Campionat del món de biatló de 1970 es va fer a Östersund (Suècia).

## Resultats
| Prova                      | Or                                                                                   | Argent                                                                    | Bronze                                                                  |
| 20 km masculins            | Aleksandr Tíkhonov                                                                   | Tor Svendsberget                                                          | Viktor Mamatov                                                          |
| Relleus 4x7,5 km masculins | Unió SovièticaAleksandr Tíkhonov · Viktor Mamatov · Rinnat Safin · Alexander Ushakov | NoruegaTor Svendsberget · Ragnar Tveiten · Magnar Solberg · Esten Gjelten | RDAHans-Günther Jahn · Hans-Jörg Knauthe · Dieter Speer · Horst Koschka |

## Medalles
| Posició | País           | Or | Argent | Bronze | Total |
| 1       | Unió Soviètica | 2  | 0      | 1      | 3     |
| 2       | Noruega        | 0  | 2      | 0      | 2     |
| 3       | RDA            | 0  | 0      | 1      | 1     |